# Alessandro Passerin d'Entrèves
Alessandro Passerin d'Entrèves et Courmayeur (Turín, 26 de abril de 1902-15 de diciembre de 1985) Jurista, filósofo antifascista y partisano italiano. Fue uno de los más importantes pensadores liberales italianos del siglo XX.

## Biografía
Procedía de una antigua familia del Valle de Aosta. Obtuvo la maturità clásica en el Liceo de Azeglio de Turín, en 1922 se laureó con Giole Solari, maestro de Norberto Bobbio y de Luigi Firpo. Fue amigo de Piero Gobetti, colaboró con "Rivoluzione liberale" y publicó su tesis sobre Hegel, en la editorial fundada por Gobetti. Sus otros maestros en Turín fueron Luigi Einaudi y Francesco Ruffini. En 1932 se trasladó a Gran Bretaña para realizar un doctorado sobre el pensamiento político medieval y el constitucionalismo en la obra de Richard Hooker, teniendo por mentores a los hermanos Carlyle, profesores de la Universidad de Oxford. En 1932 obtuvo una cátedra de historia de las doctrinas políticas en la Universidad de Mesina, pero, luego, se trasladó a Pavía y después regresó a Turín. Fue capitán de complemento en los Alpes y miembro del Comité de Liberación Nacional, lo que le valió en 1945 ser nombrado prefecto de Aosta. Junto con Federico Chabod, fue uno de los redactores del estatuto de autonomía del Valle de Aosta. De 1945 a 1956 fue catedrático en Oxford de estudios italianos. Fue, también, profesor invitado de la Universidad de Yale. A su vuelta a Italia, Passerin fue profesor de doctrina del Estado y, posteriormente, de historia del pensamiento político medieval. Tras años de debates y discusiones, logró incluir en los planes de estudio italianos la asignatura de "filosofía política", disciplina que enseñó hasta 1972 en Turín, año en que cedió su cátedra a Norberto Bobbio. En 1969 fue uno de los fundadores de la facultad de ciencias políticas de la Universidad de Turín, siendo su primer director. Su obra más importante, La dottrina dello Stato (1962), es considerada la síntesis de su pensamiento filosófico. La edición española de la obra, publicada por Ariel, corre a cargo de Ramón Punset Blanco. Este libro, no obstante, fue publicado en 1972 por la Editorial Suramericana, lo que lo dio a conocer en países como Argentina y España. Formó parte de numerosas instituciones científicas y culturales en Europa y en Estados Unidos y, al inicio de los años 1980, fue presidente de la Academia de las Ciencias de Turín. Colaboró con el periódico La Stampa. Su preocupación científica más importante fue el tema de la legitimidad estatal, el de la legitimidad de la obligación política.